# Hazlov
Hazlov é uma comuna checa localizada na região de Karlovy Vary, distrito de Cheb‎.